# (7042) Carver
(7042) Carver ist ein Asteroid des inneren Hauptgürtels, der am 24. März 1933 vom deutschen Astronomen Karl Wilhelm Reinmuth am Observatorium auf dem Königstuhl (IAU-Code 024) bei Heidelberg entdeckt wurde.
Der Asteroid wurde am 24. Dezember 1996 nach dem britischen Botaniker, Chemiker und Erfinder in der Landwirtschaftsforschung George Washington Carver (1860–1943) benannt, der als landwirtschaftlicher Chemiker etwa 300 Verwendungen für Erdnüsse und 118 für Süßkartoffeln. Dazu wird er häufig fälschlicherweise als Erfinder der Erdnussbutter genannt.